# Habropogon hauseri
Habropogon hauseri är en tvåvingeart som beskrevs av Hradsky och Geller-grimm 2005. Habropogon hauseri ingår i släktet Habropogon och familjen rovflugor.
Artens utbredningsområde är Marocko. Inga underarter finns listade i Catalogue of Life.